# Le Septième Continent
Cet article concerne le film autrichien. Pour la zone du Pacifique appelée « Septième Continent », voir Plaque de déchets du Pacifique nord.
Pour plus de détails, voir Fiche technique et Distribution.
Le Septième Continent (Der siebente Kontinent) est un film autrichien réalisé par Michael Haneke en 1988.
Premier film du réalisateur autrichien, son titre évoque l'Australie, l'île-continent vers lequel les personnages principaux disent s'exiler.

## Synopsis
Le film est divisé en trois parties. Les deux premières, intitulée 1987 et 1988, décrivent chacune une journée dans la vie de la famille, montrant en détail leurs activités quotidiennes. Ces scènes traduisent un certain inconfort face aux routines stériles des couples de la classe moyenne. Au début de chaque partie, l'épouse, Anna, lit une lettre destinée aux parents de son mari, Georg, les informant de sa réussite au travail.
La troisième partie, nommée 1989, commence par le départ de la famille du domicile des grands-parents après une visite. La voix de George lit alors une lettre, écrite le lendemain, les informant que lui et sa femme ont démissionné de leur emploi et ont décidé de « partir ». S'ensuivent des scènes les montrant en train de démissionner, fermant leur compte bancaire, disant à l'employé de la banque qu'ils émigrent en Australie, vendant leur voiture et achetant une grande variété d'outils. Georg explique ensuite qu'il a été très difficile de décider s'il fallait emmener ou non leur fille Eva avec eux, mais qu'ils ont décidé de le faire après qu'elle a dit qu'elle n'avait pas peur de la mort, et qu'elle souhaitait les accompagner.
La famille mange un repas luxueux, accompagné de champagne, puis détruit de manière systématique tous les biens de la maison, sans passion, et presque sans échanger un mot (à l'image de leurs autres actions dans le film). Ils jettent tout leur argent dans les toilettes. Lorsque Georg brise le grand aquarium, condamnant à mort ses occupants, sa fille hurle et pleure, mais est rassurée par sa mère.
Enfin, ils se suicident méthodiquement en faisant une overdose de pilules dissoutes dans l'eau. D'abord leur fille Eva, puis Anna, et enfin Georg, qui vomit le liquide et doit recourir à une injection. Juste avant de mourir, Georg écrit les noms, la date et l'heure du décès des trois membres de la famille sur l'un des murs du logement, inscrivant un point d'interrogation pour l'heure de sa propre mort. Une enveloppe adressée aux parents de Georg est collée sur la porte.
À la fin du film, un texte apparaît et explique que, malgré la note de suicide, les parents de Georg ont pensé qu'il s'agissait peut-être d'un homicide, et qu'une enquête policière a été menée. Aucune preuve de meurtre n'a été trouvée.

## Fiche technique
- Titre : Le Septième Continent
- Titre original : Der siebente Kontinent
- Réalisation : Michael Haneke
- Scénario : Michael Haneke et Johanna Teicht
- Production : Veit Heiduschka
- Musique : Alban Berg
- Photographie : Anton Peschke
- Montage : Marie Homolkova
- Décors : Rudolf Czettel
- Costumes : Anna Georgiades
- Pays d'origine : Autriche
- Tournage : 1988
- Format : Couleurs - Mono - 35 mm
- Genre : Drame
- Durée : 104 minutes
- Date de sortie : 14 avril 1993 (France)
- Film interdit aux moins de 16 ans lors de sa sortie en France

## Distribution
- Dieter Berner : Georg
- Udo Samel : Alexandre
- Leni Tanzer : Eva
- Birgit Doll : Anna
- Silvia Fenz
- Robert Dietl
- Georg Friedrich
- Georges Kern
- Elisabeth Rath

## Production
Alors en Grèce, Michael Haneke s'inspire d'un fait divers relatant le suicide d'un couple et de leur fille, qu'il lit dans le journal. le projet est pensé originellement en 1987 pour être un téléfilm à destination de la télévision allemande, qui n'en veut pas.

## Analyse
Dans un entretien réalisé en 2005 avec Serge Toubiana, Haneke revient sur Le Septième Continent. Son objectif est de raconter une histoire sans donner les « réponses », c'est-à-dire la raison qui pousse les personnages principaux à se suicider. Il envisage d'abord de construire son film en montrant le suicide, et en l'entrecoupant de flash-back de la vie des personnages, mais ça ne fonctionnait pas, selon lui.
Il adopte alors la forme du film, divisé en trois parties qui incarnent trois journées différentes, sur une période de trois ans. Son objectif est d'amener les spectateurs à déduire par eux-mêmes les causes du suicide, sans donner directement des raisons évidentes qu'il trouve caricaturales, à l'image du journaliste racontant le fait divers et cherchant à tout prix les causes de cet événement dans la vie des victimes. Il cherche à garder de l’ambiguïté, et à ne pas aller sur le terrain de l'explicatif.
La première partie du film, qui décrit le quotidien des protagonistes, les montre reproduisant les mêmes gestes du quotidien. Haneke explique vouloir montrer l'aliénation qui en découle, et fait le parallèle avec la dernière partie du film pendant laquelle les personnages détruisent toutes leurs possessions, avec le même mode méthodique. Cette destruction n'est pas un acte de libération pour Haneke. C'est selon lui l'aspect le plus triste du film. Quand les poissons de l'aquarium meurent, il s'agit de figurer la mort intérieure de la petite fille, qui est la seule à ne pas le supporter. 
Haneke a choisi une famille petite-bourgeoise, car il dit que « c'est ce qu'il connait le mieux ». Il insiste sur l'importance des détails, du réalisme, pour amener l'intérêt du spectateur.
L'image publicitaire montrée qui incarne l'Australie, au début du film, lors du lavage de la voiture, est un montage composé de trois images. Une plage, des vagues et une montagne. La mer bouge uniquement à la dernière apparition de cette incarnation de l'Australie. Ces vagues n'ont aucun sens au niveau du réalisme, mais elles incarnent pour Haneke l'image d'un calme angoissant, recherché par les protagonistes, et peut-être l'image qu'ils gardent eux-mêmes de cette Australie inquiétante ou paisible.
Haneke explique avoir dit à son producteur que deux scènes choqueraient le public, lors de la projection cannoise : la mort des poissons, et la destruction de l'argent jeté aux toilettes. Il dit que des gens partaient effectivement lors de cette scène, qui lui apparaît être le plus grand tabou du film, et qu'il est ainsi ironiquement moins choquant de montrer des parents assassiner leur enfant, que des personnes détruisant de l'argent. Cette destruction de billets n'est pas une invention de Haneke : la famille du fait-divers dont il s'est inspiré s'est débarrassée ainsi de son argent.
Le film semble avoir une dimension plus large que l'Autriche. C'est un portrait des pays riches, ce qu'il a montré à l'écran en étant « précis » mais pas « local ». Ainsi, presque rien n'évoque de lieu du réel qui raccrocherait trop le film à l'Autriche.